# Иванов, Виктор Павлович (Герой Советского Союза)
Виктор Павлович Иванов (29 декабря 1919, дер. Анашкино, Псковская губерния — 24 августа 1997, Санкт-Петербург) — командир эскадрильи 148-го гвардейского истребительного авиационного полка 148-й истребительной авиационной дивизии Войск противовоздушной обороны (ПВО) страны, гвардии капитан. Герой Советского Союза.

## Биография

### Ранние годы
Родился 29 декабря 1919 года в деревне Анашкино (ныне — в Новоржевском районе Псковской области) в семье крестьянина. Русский. Член ВКП(б) с 1943 года. Окончив 7 классов и курсы счетоводов. Работал в колхозе. Окончил Великолукский аэроклуб, стал лётчиком-инструктором планёрного клуба. С 1937 года жил в Ленинграде, где работал механиком на дрожжевом заводе.
В Красной Армии с 1939 года. В 1940 году окончил Чугуевское военное авиационное училище лётчиков.

### Участие в Великой Отечественной войне
Участник Великой Отечественной войны с июня 1941 года. Войну начал в Заполярье, где в составе 147-го истребительного авиационного полка, а затем 768-го истребительного авиационного полка выполнил около 200 боевых вылетов.
В августе 1941 года Виктор Иванов одержал на своей «Чайке», истребителе И-153, первую победу — сбил «Мессершмитт Bf.109». В составе 768-го истребительного авиационного полка, входившего в систему ПВО города Мурманска, он провёл 170 боевых вылетов на «Харрикейне» Мk.II и «Киттихоке» P-40.
В августе 1942 года старший лейтенант Виктор Иванов был отозван с фронта и как один из сильнейших лётчиков направлен во вновь формируемый в Химках 910-й истребительный авиационный полк (позднее 148-й гвардейский истребительный авиационный полк). Предполагалось, что это будет полк особого назначения. В составе полка он воевал под Сталинградом, на Курской дуге, освобождал Украину, Польшу, сражался в Германии.
Под Сталинградом в начале января 1943 года капитан Иванов, возвращаясь с задания, обнаружил и сбил четырёхмоторный бомбардировщик FW-200 «Кондор». После того, как Виктор Иванов провёл две атаки по «Кондору» и убил стрелков бомбардировщика, к нему на помощь подошла пара Як-7Б. Втроём они окончательно добили «Кондор». На месте падения самолёта нашими бойцами были обнаружены 32 трупа германских офицеров и множество знамён окруженных немецких частей. Это был первый с начала войны случай, когда нашим трофеем становилось такое количество знамён противника.
17 декабря 1943 года при отражении массированного налёта авиации противника на объекты столицы Украины — города Киева и переправы через Днепр Виктор Иванов в неравном воздушном бою сбил фашистский самолёт.
19 марта 1944 года, отражая налёт фашистских самолётов на железнодорожный узел и город Сарны, Виктор Иванов сбил три самолёта противника.
Командир эскадрильи 148-го гвардейского истребительного авиационного полка (148-я истребительная авиационная дивизия, Войска противовоздушной обороны (ПВО) страны) гвардии капитан Виктор Иванов к июлю 1944 года совершил 556 боевых вылетов, в 33 воздушных боях лично сбил 14 самолётов противника и 4 в группе.
Указом Президиума Верховного Совета СССР от 22 августа 1944 года за образцовое выполнение боевых заданий командования на фронте борьбы с немецко-фашистскими захватчиками и проявленные при этом мужество и героизм гвардии капитану Иванову Виктору Павловичу присвоено звание Героя Советского Союза с вручением ордена Ленина и медали «Золотая Звезда» (№ 4102).
К концу войны гвардии майор Виктор Иванов провёл около 750 боевых вылетов, в 50 воздушных боях сбил 20 самолётов противника лично и 4 в группе.
За годы войны освоил в совершенстве самолёты Як-1, Як-7, Як-9, выполнив на них большинство боевых вылетов. В конце войны летал на Як-3. Свою последнюю победу Виктор Иванов одержал в апреле 1945 года, сбив над Кюстриным FW-190.

### После войны
После войны продолжал службу в Военно-Воздушных Силах СССР. В 1952 году окончил Высшие офицерские лётно-тактические курсы командиров частей ВВС в Липецке. Летал на МиГ-9, Як-15, Як-17, Як-17БФ, МиГ-15, МиГ-17. Командовал авиационным полком. С 1959 года полковник В. П. Иванов — в запасе.
Жил в городе-герое Ленинграде. Работал в Гражданском Воздушном Флоте. Умер 24 августа 1997 года. Похоронен на Смоленском православном кладбище в Санкт-Петербурге.

## Награды
- Медаль «Золотая Звезда».
- Орден Ленина.
- Орден Красного Знамени (трижды).
- Орден Александра Невского.
- Орден Отечественной войны 1-й степени.
- Орден Красной Звезды.
- Медали.